# Ла-Шапель-ан-Жуже
Ла-Шапе́ль-ан-Жуже́ (фр. La Chapelle-en-Juger) — колишній муніципалітет у Франції, у регіоні Нормандія, департамент Манш. Населення — 654 осіб (2011).
Муніципалітет був розташований на відстані близько 270 км на захід від Парижа, 65 км на захід від Кана, 10 км на захід від Сен-Ло.

## Історія
До 2015 року муніципалітет перебував у складі регіону Нижня Нормандія. Від 1 січня 2016 року належав до нового об'єднаного регіону Нормандія.
1 січня 2016 року Ла-Шапель-ан-Жуже і Ебекревон було об'єднано в новий муніципалітет Тереваль.

## Демографія
Динаміка населення (INSEE ):
Розподіл населення за віком та статтю (2006):
| Стать | Всього | До 15 років | 15-24 | 25-44 | 45-64 | 65-85 | Понад 85 |
| --- | ------ | ----------- | ----- | ----- | ----- | ----- | -------- |
| Чоловіки | 344    | 68          | 64    | 84    | 100   | 28    | 0        |
| Жінки | 320    | 72          | 52    | 80    | 80    | 24    | 12       |
| \| Статево-вікова піраміда \| Статево-вікова піраміда \| Статево-вікова піраміда \| \| ----------------------- \| ----------------------- \| ----------------------- \| \| Чоловіки \| Вік \| Жінки \| \| 0 \| 85 + \| 12 \| \| 0 \| 80-84 \| 8 \| \| 4 \| 75-79 \| 4 \| \| 12 \| 70-74 \| 8 \| \| 12 \| 65-69 \| 4 \| \| 12 \| 60-64 \| 12 \| \| 24 \| 55-59 \| 24 \| \| 16 \| 50-54 \| 8 \| \| 48 \| 45-49 \| 36 \| \| 20 \| 40-44 \| 28 \| \| 20 \| 35-39 \| 20 \| \| 24 \| 30-34 \| 12 \| \| 20 \| 25-29 \| 20 \| \| 28 \| 20-24 \| 20 \| \| 36 \| 15-20 \| 32 \| \| 32 \| 10-14 \| 16 \| \| 20 \| 5-9 \| 32 \| \| 16 \| 0-4 \| 24 \| |        |             |       |       |       |       |          |
| Статево-вікова піраміда |        |             |       |       |       |       |          |
| Чоловіки | Вік    | Жінки       |       |       |       |       |          |
| 0 | 85 +   | 12          |       |       |       |       |          |
| 0 | 80-84  | 8           |       |       |       |       |          |
| 4 | 75-79  | 4           |       |       |       |       |          |
| 12 | 70-74  | 8           |       |       |       |       |          |
| 12 | 65-69  | 4           |       |       |       |       |          |
| 12 | 60-64  | 12          |       |       |       |       |          |
| 24 | 55-59  | 24          |       |       |       |       |          |
| 16 | 50-54  | 8           |       |       |       |       |          |
| 48 | 45-49  | 36          |       |       |       |       |          |
| 20 | 40-44  | 28          |       |       |       |       |          |
| 20 | 35-39  | 20          |       |       |       |       |          |
| 24 | 30-34  | 12          |       |       |       |       |          |
| 20 | 25-29  | 20          |       |       |       |       |          |
| 28 | 20-24  | 20          |       |       |       |       |          |
| 36 | 15-20  | 32          |       |       |       |       |          |
| 32 | 10-14  | 16          |       |       |       |       |          |
| 20 | 5-9    | 32          |       |       |       |       |          |
| 16 | 0-4    | 24          |       |       |       |       |          |

## Економіка
2010 року серед 455 осіб працездатного віку (15—64 років) 358 були активними, 97 — неактивними (показник активності 78,7%, у 1999 році було 69,8%). З 358 активних мешканців працювало 340 осіб (192 чоловіки та 148 жінок), безробітними було 18 (9 чоловіків та 9 жінок). Серед 97 неактивних 30 осіб було учнями чи студентами, 45 — пенсіонерами, 22 були неактивними з інших причин.

У 2010 році в муніципалітеті числилось 268 оподаткованих домогосподарств, у яких проживали 693,5 особи, медіана доходів виносила 17 406 євро на одного особоспоживача